# Alatyr

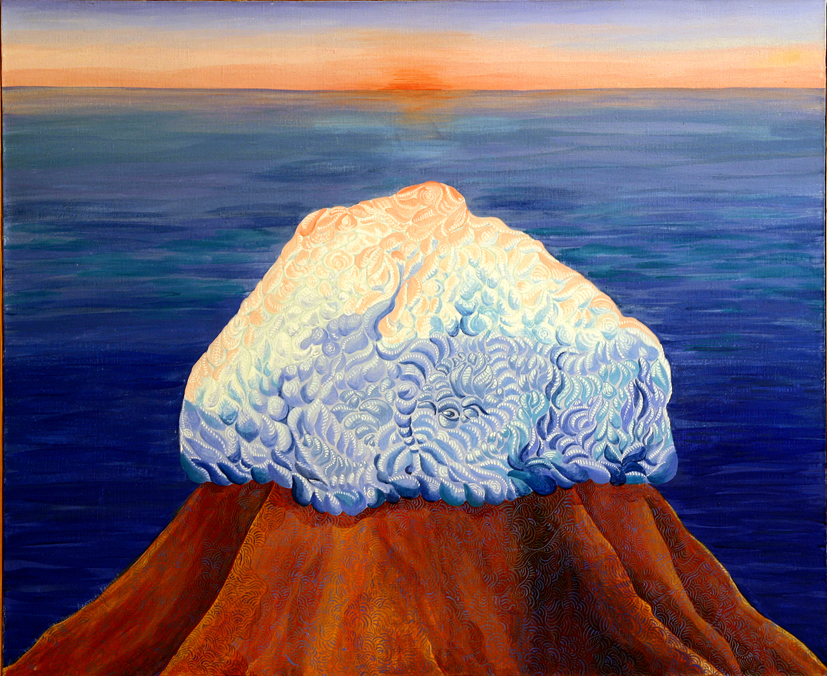
Wizja artysty.

Alatyr (Ала́тырь), również latyr (ла́тырь) – mityczny kamień pojawiający się w folklorze wschodniosłowiańskim.
Najczęściej biały, znajdował się „w czystym polu” lub „na morzu”, na wyspie Bujan. Wierzono, że wyrasta na nim drzewo świata.
Czasami utożsamiany z bursztynem.